# شهر صنعتی البرز
شهر صنعتی البرز منطقه‌ای صنعتی در شهرستان البرز در استان قزوین است؛ و شهری مهاجرنشین با طول عمر ساخت ۸۰ سال است. شهر صنعتی البرز به عنوان اولین و قدیمی ترین شهر صنعتی ایران (تاسیس در سال ۱۳۴۶) شناخته می‌شود. این شهر صنعتی در زمان محمدرضا شاه پهلوی و با کمک مهندسان اسرائیلی ساخته شده. شهر صنعتی البرز یک منطقه صنعتی (شهرک صنعتی) در ۱۴ کیلومتری قزوین است که بیش از ۵۰۰ واحد تولیدی و خدماتی در آن قرار دارند. شهر صنعتی البرز و همچنین شهرک صنعتی لیا در محدوده مستقیم شهر الوند واقع شده‌اند این شهر دومین شهر صنعتی بزرگ ایران پس از  شهر صنعتی کاوه  می‌باشد.